# Isophya medimontana
Isophya medimontana är en insektsart som beskrevs av Nedelkov 1907. Isophya medimontana ingår i släktet Isophya och familjen vårtbitare. Inga underarter finns listade i Catalogue of Life.